# ذنابة
حي ذنابة؛ هو أحد أحياء مدينة طولكرم، يقع الحي في قلب المدينة وتحديدًا في الجهة الشرقية من المدينة، وتعمل بلدية طولكرم على تطوير الحي في كافة المجالات.

## الموقع
يقع حي «ذنابة» في قلب مدينة طولكرم من الجهة الشرقية ومع انحراف قليل إلى الشمال.

## سبب تسمية الحي
لفظ (ذنابة) يعني باللغات السابقة أي آخر السهل وبداية الجبل وحيث يتميز الحي في موقعه الاستراتيجي المهم.

## الحي من الداخل
يحتوي حي ذنابة من الداخل على مساجد ومدارس ومقبرة، إضافة إلى مباني قديمة كقلعة البرقاوي التاريخية. كما يوجد قاعة مجتمعية لبلدية طولكرم تخدم كافة سكان الحي.